# Публий Рутилий Нуд
Пу́блий Рути́лий Нуд (лат. Publius Rutilius Nudus; умер, предположительно, после 73 года до н. э.) — древнеримский публикан и военный деятель из плебейского рода Рутилиев, занимавший около 87 года до н. э. квесторскую должность. Участник 3-й Митридатовой войны на её начальном этапе.

## Биография

### Проблематика идентификации
Сведения о происхождении, жизни и деятельности Публия в сохранившихся до нашей дней источниках крайне скудны и фрагментарны. Исходя из надписи, обнаруженной в Тибуре и датируемой периодом принципата Августа, где значится некий Гай Нуннулей, сын Гая, Нуд — легат-пропретор, можно предположить, что Публий Рутилий по рождению принадлежал к не именитым Нуннулеям, а позднее усыновлён бездетным реформатором староримской армии, консулом 105 года до н. э. Публием Рутилием Руфом (в пользу последнего обстоятельства может свидетельствовать тот факт, почему накануне последней войны Рима с Митридатом VI коллега Лукулла по консульству, Марк Аврелий Котта, включил в свой штаб вероятного родича). Кроме того, так же возможно, что именно Нуда упоминает в своих «Стратегемах» Фронтин как пример строгости предков, указывая, что в армии консула Публия Рутилия его сын служил простым солдатом, несмотря на то, что отец мог сделать сына своим контуберналом.
Благодаря ещё одной надписи, найденной в Эгии (Греция) и опубликованной в 1954 году бельгийским учёным-палеографом Ж. Бенганом известно, что Рутилий вёл торговые дела в Ахайе в качестве квестора. Некоторые исследователи относят эту надпись ко времени принятия закона Плавтия—Папирия (Lex Plautia Papiria de civitate sociis danda), а точнее — к периоду около 87 года до н. э.
Известно, что на момент нападения на римский флот, дислоцировавшийся в Халкедонской гавани, понтийских бастарнов Нуд служил в консульском войске Марка Аврелия Котты префектом, из чего следует, что к 73 году до н. э. Публий, по всей видимости, уже являлся преторием (бывшим претором). Здесь, у побережья Вифинии, римляне потерпели полное поражение в морском бою, потеряв около 70 кораблей и 4000 пехотинцев; после этого Рутилий со своим командиром оказался осаждён в самом Халкедоне. Блокаду удалось снять, лишь когда к городу подошёл Лукулл, сумевший обратить противника в бегство. При этом остаётся открытым вопрос, остался ли жив Рутилий в ходе беспощадного избиения понтийцами отступающих римлян: так, первый христианский анналист Павел Орозий, не уточняя когномена, пишет, что Рутилий пал в битве.
Ему противоречит другой античный автор, Аппиан из Александрии, прямо указывающий, что в ходе кошмарной давки у городских ворот Халкедона стража успела поднять на стену Нуда и некоторых других военачальников при помощи ремней; причём, далее он уточняет, что Митридат, для которого отступление римлян стало неожиданностью, в тот же день повёл свои корабли к гавани и сжёг весь флот, а Котта и Нуд, ожидая помощи от своих, «сидели, запершись в стенах». В пользу этой версии может говорить тот факт, что в 69 или 68 году до н. э. в Риме вёлся процесс по делу Эбуция, где одним из десяти свидетелей в суде рекуператоров был некто Публий Рутилий. Отсюда можно предположить, что к 69 году вместе с Аврелием Коттой вернулся домой и Рутилий — его родственник, о дальнейшей судьбе которого ничего не известно.

## Семья и потомки
От брака с неизвестной Рутилий имел, по крайней мере, одну дочь, ставшую впоследствии супругой консула 58 года до н. э. Луция Кальпурния Пизона Цезонина и тёщей диктатора Гая Юлия Цезаря.